# Al-Ahly SC Trípoli
|  | Aquest article tracta sobre el club de futbol de Trípoli (Líbia). Vegeu-ne altres significats a «Al-Ahly». |

L'Al-Ahly SC Trípoli (àrab: الأهلي طرابلس, al-Ahlī Ṭarābulus) és un club de futbol libi de la ciutat de Trípoli. Al-Ahly significa «Nacional».

## Història
El club va ser fundat el 19 de setembre de 1950. El nom del club fou escollit després que les autoritats britàniques refusessin el nom Al Istiklal (Independència).

## Palmarès
- Lliga líbia de futbol:[1]
  - 1963–64, 1970–71, 1972–73, 1973–74, 1977–78, 1983–84, 1992–93, 1993–94, 1994–95, 2000, 2013–14, 2015–16
- Copa líbia de futbol:[2]
  - 1976, 1994, 2000, 2001, 2006, 2016
- Supercopa líbia de futbol:
  - 2000, 2016